# Озерки (Курганская область)
Озерки — деревня в Мишкинском районе Курганской области. Входит в состав Коровинского сельсовета.

## История
В 1964 г. Указом Президиума ВС РСФСР деревня Лягушина переименована в Озерки.

## Население
| 1989 | 2002 | 2010 |
| ---- | ---- | ---- |
| 126  | ↘102 | ↘51  |